# 2022-es UEFA-szuperkupa
A 2022-es UEFA-szuperkupa az UEFA-szuperkupa 47. kiírása, amelyen az előző szezon Bajnokok Ligája és az Európa-liga győztese mérkőzött meg. A találkozót 2022. augusztus 10-én a 2022-es Bajnokok Ligája győztese, a spanyol Real Madrid és a 2022-es Európa-liga-győztese, a német Eintracht Frankfurt játszotta. A mérkőzés helyszíne a Helsinkiben található Olimpiai Stadion volt. A Real Madrid története 5. szuperkupa győzelmét aratta.

## A résztvevő csapatok
| Csapat              | Kvalifikáció módja                       | A klub ezt megelőző szereplése az UEFA-szuperkupa-döntőkben (dőlt betűvel a győztes évszámok) |
| ------------------- | ---------------------------------------- | --------------------------------------------------------------------------------------------- |
| Real Madrid         | A 2022-es Bajnokok Ligája-döntő győztese | 7 (1998, 2000, 2002, 2014, 2016, 2017, 2018)                                                  |
| Eintracht Frankfurt | A 2022-es Európa-liga-döntő győztese     | 0                                                                                             |

## A mérkőzés
| 2022. augusztus 10. 22:00 (EEST) |

| Real Madrid           | 2–0               | Eintracht Frankfurt |
| --------------------- | ----------------- | ------------------- |
| Alaba 37' Benzema 65' | (1–0) Jegyzőkönyv |                     |

| Olimpiai Stadion, Helsinki Nézőszám: 31 042 Játékvezető: Michael Oliver (angol) |

| Real Madrid | Eintracht Frankfurt |

| GK              | 1  | Thibaut Courtois    |  |     |
| RB              | 2  | Daniel Carvajal     |  | 85' |
| CB              | 3  | Éder Militão        |  |     |
| CB              | 4  | David Alaba         |  |     |
| LB              | 23 | Ferland Mendy       |  |     |
| CM              | 10 | Luka Modrić         |  | 67' |
| CM              | 14 | Casemiro            |  |     |
| CM              | 8  | Toni Kroos          |  | 85' |
| RF              | 15 | Federico Valverde   |  | 76' |
| CF              | 9  | Karim Benzema (c)   |  |     |
| LF              | 20 | Vinícius Júnior     |  | 85' |
| Cserék:         |    |                     |  |     |
| GK              | 13 | Andriy Lunin        |  |     |
| DF              | 5  | Jesús Vallejo       |  |     |
| DF              | 6  | Nacho               |  |     |
| DF              | 22 | Antonio Rüdiger     |  | 85' |
| MF              | 17 | Lucas Vázquez       |  |     |
| MF              | 18 | Aurélien Tchouaméni |  | 85' |
| MF              | 19 | Dani Ceballos       |  | 85' |
| MF              | 25 | Eduardo Camavinga   |  | 76' |
| FW              | 7  | Eden Hazard         |  |     |
| FW              | 11 | Marco Asensio       |  |     |
| FW              | 21 | Rodrygo             |  | 67' |
| FW              | 24 | Mariano             |  |     |
| Vezetőedző:     |    |                     |  |     |
| Carlo Ancelotti |    |                     |  |     |

| GK             | 1  | Kevin Trapp         |       |     |
| CB             | 18 | Almamy Touré        |       | 70' |
| CB             | 35 | Tuta                |       |     |
| CB             | 2  | Evan Ndicka         |       |     |
| CM             | 8  | Djibril Sow         |       |     |
| CM             | 17 | Sebastian Rode (c)  |       | 58' |
| RM             | 36 | Ansgar Knauff       |       |     |
| LM             | 25 | Christopher Lenz    |       |     |
| RW             | 15 | Daichi Kamada       |       |     |
| CF             | 19 | Rafael Santos Borré |       |     |
| LW             | 29 | Jesper Lindstrøm    |       | 58' |
| Cserék:        |    |                     |       |     |
| GK             | 31 | Jens Grahl          |       |     |
| GK             | 40 | Diant Ramaj         |       |     |
| DF             | 5  | Hrvoje Smolčić      |       |     |
| DF             | 22 | Timothy Chandler    |       |     |
| MF             | 6  | Kristijan Jakić     |       |     |
| MF             | 20 | Haszebe Makoto      |       |     |
| MF             | 27 | Mario Götze         |       | 58' |
| FW             | 9  | Randal Kolo Muani   |       | 58' |
| FW             | 11 | Faride Alidou       |       |     |
| FW             | 21 | Lucas Alario        | 90+2' | 70' |
| FW             | 23 | Jens Petter Hauge   |       |     |
| Vezetőedző:    |    |                     |       |     |
| Oliver Glasner |    |                     |       |     |

| A mérkőzés játékosa: Casemiro (Real Madrid) Játékvezető-asszisztens: Stuart Burt (angol) Simon Bennett (angol) Negyedik játékvezető: Donatas Rumšas (litván) Videóbíró: Tomasz Kwiatkowski (lengyel) Videóbíró-asszisztens: Bartosz Frankowski (lengyel) Tiago Martins (portugál) | Szabályok - 90 perc játékidő - 30 perc hosszabbítás döntetlen esetén - Ha ezt követően sincs döntés, büntetőrúgások következnek - Maximum tizenkét cserejátékos nevezhető - Maximum három cserelehetőség, hosszabbítás esetén plusz egy cserejátékos |